# Carlo Senaldi
Carlo Senaldi (Gallarate, 7 novembre 1941 – Busto Arsizio, 19 aprile 2025) è stato un politico italiano.

## Biografia
Esponente lombardo della Democrazia Cristiana, nel 1983 fu eletto alla Camera dei Deputati, dove rimase per due Legislature, fino al 1992. 
Ricoprì anche il ruolo di Sottosegretario di Stato nel Governo Goria, nel Governo De Mita, nel Governo Andreotti VI e nel Governo Andreotti VII (mantenendo incarichi di governo dal 1987 al 1992).